# Distretto di Llapa
Il distretto di Llapa è uno dei tredici distretti  della provincia di San Miguel, in Perù. Si trova nella regione di Cajamarca e si estende su una superficie di 132,68 chilometri quadrati.

Istituito il 2 gennaio 1857, ha per capitale la città di Llapa; al censimento 2005 contava 5.576 abitanti.